# Café World
Café World foi um  jogo eletrônico de simulação de restaurante em tempo real desenvolvido pela Zynga, disponível como um aplicativo no site da rede social Facebook. O jogo permitia que os jogadores possam gerir um restaurante virtual, podendo cozinhar e customizar o espaço. Em 2010, o aplicativo tinha cerca de 30 milhões de usuários ativos.
Em 23 de maio de 2024 foi anunciado que o jogo seria encerrado em julho daquele ano. Em 23 de julho de 2024 Café World foi removido do Facebook.